# Mary White
Mary White (7 de octubre de 1944) es una empresaria irlandesa y política del Fianna Fáil. Fue miembro del Seanad Éireann sobre el Panel industrial y comercial desde septiembre de 2002, hasta abril de 2016, cuando se retiró.
Aborigen de Dundalk en 1944, se casó con Padraic White, y tuvieron una hija. Tiene un grado en Economía y Política de la University College Dublin; y, un Diploma Superior en Arquitectura Técnica del Instituto de Tecnología de Dublín. White cofundó Lir Chocolates en 1987.
Fue elegida por primera vez al Seanad en 2002 y fue reelegida en 2007 y en 2011.
El 6 de febrero de 2008, White declaró su candidatura para suceder Mary McAleese como Presidente de Irlanda. Buscaba la nominación del partido Fianna Fáil y fue la primera candidata en declarar su intención de postularse. En mayo de 2011, afirmó no estar buscando una nominación. Y, se retiró de la elección, en abril de 2016, no habiendo podido ser elegida al Dáil en la elección general de febrero del año 2016.
En el Senado, fue la portavoz del "Fianna Fáil Seanad" sobre Empresas, Empleo, e Innovación.